# پارک ملی سامارسکایا لوکا
پارک ملی سامارسکایا لوکا (انگلیسی: Samarskaya Luka National Park) یک پارک ملی حفاظت‌شده در استان سامارای کشور روسیه است.